# Bodenwerder
Bodenwerder és un municipi situat al districte d'Holzminden, a l'estat de Baixa Saxònia (Alemanya), a la vora del riu Weser. És especialment famós per ser el lloc de naixement del Baró de Münchhausen (1720-1797), que va inspirar l'escriptor Rudolf Erich Raspe per crear un personatge extraordinari fictici amb el mateix nom, que encarna les característiques de l'antiheroi.

## Història
L'assentament va obtenir els drets de ciutat el 1287 pel cavaller Heinrich II von Homburg. Dos anys després, es va construir un important pont sobre el riu Weser del camí que connectava Hameln-Paderborn amb Einbeck-Frankfurt.